# Гельське відродження
Гельське відродження (ірл. an Athbheochan Ghaelachan Athbheochan Ghaelach, англ. Gaelic revival) — система заходів заради відродження в Ірландії ірландської мови і традиційної ірландської культури, які розпочались наприкінці XIX століття і тривають донині.

## Історичні передумови
Тривалий час ірландська мова (яку також часто називають гельською мовою або геліком) була однією з найважливіших мов релігії в ранньому Середньовіччі, проте після норманського завоювання країни вона стала зникати з ужитку і до неї почали ставитись як до мови другого сорту. Поступово гельську мову витіснила французька, а згодом і англійська, як мова політики і влади.
Функції мови повсякденного спілкування ірландська втрачала протягом XVIII—XIX століть внаслідок конфіскації земель у ірландців і переселення в Ірландію великої кількості англійських колоністів-протестантів, великих хвиль еміграції гельськомовного населення в Америку і великого голоду 1845—1849 років, що спричинив смерть близько мільйона ірландців. Згідно з переписом 1861 року, ірландську мову вживало лише 24 % жителів острова, та й ті розмовляли на сильно відмінних один від одного діалектах. Остаточним ударом по гельській мові стало рішення британських монархів ввести всезагальну освіту англійською.
Традиційне ірландське танцювальне мистецтво, яке підняли на досить високий рівень ірландські майстри танцю у XVIII—XIX століттях, на межі XX століття також переживало певний спад.

## Гельська ліга та її роль у Гельському відродженні

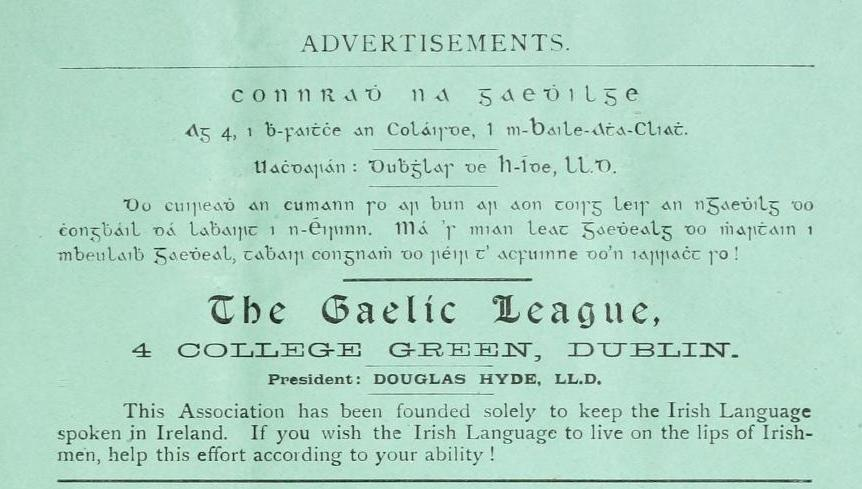
Реклама Гельської ліги в Gaelic Journal за червень 1894. Англійський текст говорить: «This Association has been founded solely to keep the Irish Language spoken in Ireland. If you wish the Irish Language to live on the lips of Irishmen, this help effort according to your ability!»

Гельська ліга від початку свого заснування і донині є провідною організацією з просування ініціатив Гельського відродження. Її створили в Дубліні 31 липня 1893 року ірландські патріоти-інтелігенти як «організацію з відродження в Ірландії рідної мови». Серед засновників Гельської ліги можна виділити таких діячів ірландської культури:
- Дуглас Гайд — майбутній перший президент Ірландської Вільної Держави
- Еойн Мак-Нейл (англ. Eoin MacNeill[en]) — історик
- Вільям Батлер Єйтс — майбутній Нобелівський лауреат з літератури
- Джордж Огастас Мур — ірландський поет, прозаїк і драматург
- Ізабелла Грегорі — ірландська письменниця, драматург і збирачка фольклору

Ліга почала займатися випуском літератури і газет ірландською мовою, заснувала національні школи і навіть спеціальні танцювальні курси. Ірландську мову почали викладати в середніх і вищих навчальних закладах. У середовищі патріотично настроєної інтелігенції стало модним говорити гельською і називати дітей традиційними ірландськими іменами. Ліга сприяла розвитку національної літератури, музики, театру, відкриттю 1908 року в Дубліні Національного ірландського університету.

## Основні напрямки відродження

### Ірландська мова
Збереження та відродження ірландської мови завжди залишалося і залишається основним напрямком діяльності Гельської ліги. Її активісти домагалися обов'язкового використання ірландської мови в діловодстві, торгівлі, поштовій системі, церковній службі і т. д.
Від 1897 року за ініціативи Гельської ліги почали регулярно відбуватися національні культурні фестивалі (Oireachtas). На них проходили змагання з читання віршів, виконання пісень і драматичних постановок гельською мовою.
Здобуття в 1948 році незалежності влада Ірландської Республіки реалізувала багато кроків для відродження ірландської мови. Вона отримала статус державної, а вивчення її в школах стало обов'язковим. Вільне знання ірландської мови нині є невід'ємною умовою просування по службі в державних установах.
2003 року прийнято закон, за яким всі англомовні вивіски на західному узбережжі країни замінили на ірландські. Крім того, мають бути перекладені на ірландську і не можуть бути дубльовані англійськими назвами всі топонімічні позначення в низці районів країни. Гельська ліга продовжує боротися в цьому напрямку і наполягає на ще більш масовому впровадженні ірландської мови в повсякденний побут.

### Танці
Щоб відродити ірландську танцювальну культуру, Гельська ліга на початку XX століття створила Комісію з ірландських танців, яка займалася формалізацією і описом ірландських танців. Також Комісія зайнялася проведенням регулярних змагань з танців, що зрештою дозволило створити численну школу майстрів, здатних виконувати досить складну танцювальну техніку. Ця техніка стала вельми популярною у всьому світі після постановки в 1994 році танцювального шоу Riverdance.
Однак, необхідно зазначити, що підтримуючи одні ірландські танці, Гельська ліга обмежувала в правах інші — які не вважала «досить ірландськими».

### Спорт
Розвитком традиційних ірландських видів спорту від 1884 року в Ірландії займається Гельська атлетична асоціація.

## Сучасна ситуація
Хоча кількість людей, які розуміють ірландську мову, неухильно зростає, серед них постійно знижується частка носіїв гельської, що вживають її в повсякденному мовленні. Більшість жителів Ірландії в щоденному спілкуванні віддають перевагу англійській. Постійно спілкуються ірландською здебільшого лише жителі так званих гелтахтів — сільських районів, які визначені в законодавчому порядку як райони, що зберігають гельську мову і культуру. Але навіть там лише третина населення вживає мову в щоденному спілкуванні. Крім того, ці території являють собою віддалені сільські місцевості, для яких з одного боку характерний високий рівень відтоку молоді, а з іншого природна краса, властива для гелтахтов, притягує туди безліч туристів та емігрантів, які не володіють ірландською мовою, що також негативно позначається на становищі гельської.
Уряд Ірландії продовжує вживати заходів для заміни англійської мови на гельську, і рано чи пізно вони все ж повинні принести свої плоди. Гельська ліга продовжує боротися за підвищення якості викладання ірландської мови в школах. Не менш важливим кроком у справі відродження гельської стало визнання її 2007 року однією з робочих мов Європейського союзу.

## Критика
Значна кількість ірландських діячів культури висловлюють сумніви в доцільності насильницького насадження гельської мови і культури в Ірландії. Однією з найбільш відомих насмішок над ірландськими патріотами-інтелігентами стала публікація роману Фленна О'Брайена «Ті, що співають Лазаря, або навдивовиж бідні люди. Кепська розповідь про погані часи».
З іншого боку активістів гельського відродження піддають критиці льоволіберальні кола за те, що, борючись за відродження національної культури, вони ігнорують сучасні проблеми ірландців. Причому ця критика почалася майже одночасно зі створенням Гельської ліги.